# L'origen del món
L'origen del món (L'origine du monde) és un quadre pintat per Gustave Courbet el 1866. És una pintura a l'oli sobre tela, d'uns 55 cm per 46 cm, que representa un nu femení. El cos es troba reclinat, i en primer pla un pubis femení, amb les cuixes i l'abdomen i el pits també nus, el rostre queda obviat de l'escena per l'enquadrament i un llençol blanc. L'escala, l'enquadrament i el punt de vista escollits per l'artista suposaren una radical novetat respecte a la tradició pictòrica dels nus, produint en l'espectador una forta impressió de sensualitat i erotisme.

## Possessió
Aquest quadre fou adquirit per l'ambaixador turc a França, Khalil-Bey; i anà passant respectivament per la galerie A. de La Narde, la galerie Bernheim-Jeune, la col·lecció del baró François de Hatvany en dates imprecises. El 1955 passa a formar part de la col·lecció de Jacques Lacan fins que el 1995, és adquirit per l'estat francès a través d'una compensació de transmissió d'herències i traslladat al museu d'Orsay a París on resta exposat. El quadre no fou exposat públicament fins al 1988 a Nova York en una exposició retrospectiva sobre Courbet, més de cent anys després de pintar-se.